# Giacomo Dalla Torre del Tempio di Sanguinetto
Giacomo Dalla Torre del Tempio di Sanguinetto (Rome, 9 december 1944 – aldaar, 29 april 2020) was een Italiaans edelman en grootmeester van de Soevereine Orde van Malta.

## Levensloop
Dalla Torre stamt uit een oude grafelijke familie uit Treviso en Rome, traditioneel met de Heilige Stoel verbonden. Zijn oom, de journalist Giuseppe Dalla Torre del Tempio di Sanguinetto (1885-1967), was van 1920 tot 1960 directeur van de Osservatore Romano, zijn broer Giuseppe Dalla Torre del Tempio di Sanguinetto (1943-2020) was voorzitter van de rechtbank van Vaticaanstad en luitenant-generaal van de ridderorde van het Heilig Graf van Jeruzalem.
Gediplomeerd van de Universiteit La Sapienza in de wijsbegeerte en letteren en gespecialiseerd in christelijke archeologie en kunstgeschiedenis, werd hij hoofdbibliothecaris en archivaris in de bibliotheek van de Pontificia Università Urbaniana, waar hij klassiek Grieks doceerde.

## Orde van Malta
In 1985 lid geworden van de Orde van Malta, legde hij in 1993 de religieuze geloften af die hem geprofeste ridder maakten. In 1999 werd hij grootprior van de provincie Lombardije-Venetië. In 2004 werd hij lid van de Soevereine Raad als groot-commandeur en, na het overlijden van grootmeester Andrew Bertie, was hij gedurende een maand interim-luitenant-grootmeester, tot aan de verkiezing in maart 2008 van grootmeester Matthew Festing. In 2009 werd hij grootprior van de Orde van Malta voor Rome.
Op 29 april 2017 werd hij verkozen tot luitenant-grootmeester, voor de duur van een jaar. Deze verkiezing kwam er na een zware inwendige crisis en een aanslepende oppositie tussen de orde en het Vaticaan, waarbij paus Franciscus het voortouw nam. De nieuwe luitenant-grootmeester moest de zware taak op zich nemen om de orde doorheen een periode van hervormingen te loodsen, in samenwerking met de door de paus benoemde 'legaat', aartsbisschop (weldra kardinaal) Giovanni Angelo Becciu. Op 30 april 2017 legde de nieuwe luitenant-grootmeester de voorgeschreven eed af.
Op 2 mei 2018 vergaderden de 54 leden van de Staatsraad en verkozen Giacomo dalla Torre tot 80ste grootmeester van de Orde van Malta. En een dag later legde hij de eed af.
Hij maakte vooral werk van de bevordering van het religieuze leven van de gewijde leden van de orde, de uitbouw van een modern en transparant financieel beheer en de versterking van de rol van vrouwen binnen de orde.
Begin 2020 werd hij getroffen door een ongeneeslijke ziekte die op 29 april tot zijn overlijden leidde. Hij werd statutair dezelfde dag tijdelijk opgevolgd door de groot-commandeur, de Portugees Ruy Gonçalo do Valle Peixoto de Villas Boas.
Op 5 mei 2020 werd de grootmeester begraven met een uitvaartdienst in de kerk van de Orde, de Santa Maria in Aventino. De dienst werd geleid door kardinaal Becciu en werd, vanwege de geldende maatregelen betreffende de coronaviruscrisis, slechts door enkele personen bijgewoond. De dienst kon worden gevolgd op internet via YouTube, wat door circa 10.000 personen wereldwijd werd gedaan. Nadien werd het stoffelijk overschot bijgezet in de crypte van de kerk, naast andere voormalige grootmeesters. In de loop van de dag werden verschillende diensten gehouden voor kleine groepen, zoals de naaste medewerkers van de grootmeester, de vertegenwoordigers van het diplomatiek corps en het medisch team dat de grootmeester bijstond tijdens zijn laatste ziekte. Er werd ook een dienst opgedragen aan de grot van Lourdes.

## Voetnoten
1. ↑  Nieuwe luitenant-grootmeester verkozen
2. ↑  Eedaflegging van de nieuwe luitenant-grootmeester. Gearchiveerd op 4 oktober 2017. Geraadpleegd op 30 april 2017.
3. ↑  Persbericht Orde van Malta. Gearchiveerd op 16 augustus 2017. Geraadpleegd op 29 april 2017.

- Gemeinsame Normdatei: 1259890252
- Istituto Centrale per il Catalogo Unico: LO1V186501
- Virtual International Authority File: 5077165573929637800002